# Comtat dels Andes

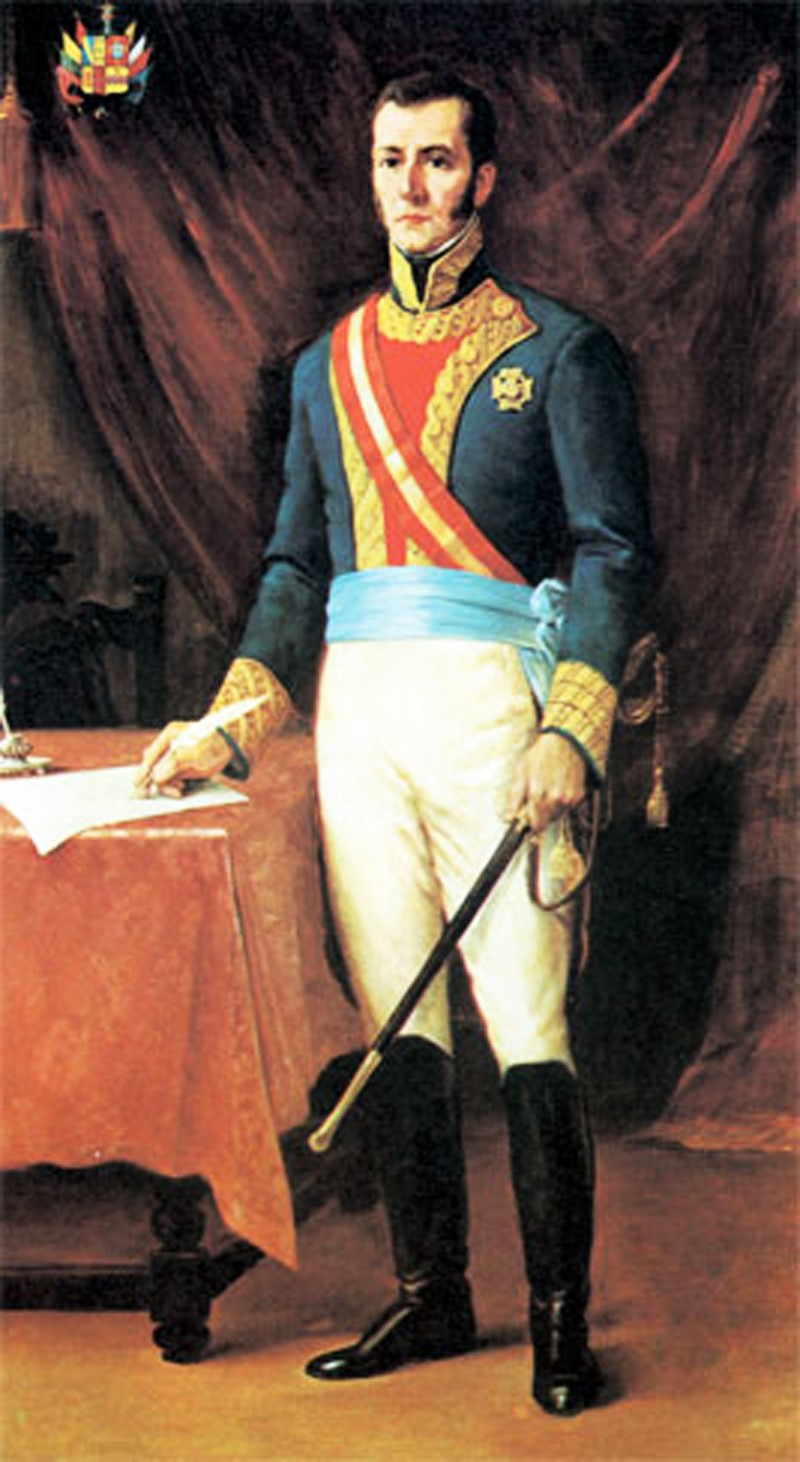
José de la Serna y Martínez de Hinojosa, I comte dels Andes. Litografia d'Evaristo San Cristóbal.

El comtat dels Andes és un títol nobiliari espanyol, creat pel rei Ferran VII per premiar la labor desenvolupada en el virregnat del Perú pel virrei José de la Serna y Martínez de Hinojosa. Té la seva casa pairal a Jerez de la Frontera, coneguda com a Palau del Conde de los Andes.
El Comtat dels Andes, va ser elevat a la grandesa d'Espanya el 19 de novembre de 1924 per a Francisco Moreno Zuleta, sisè comte dels Andes.

## Comtes dels Andes
|                        | Titular                                          | Període                |
| Creació per Ferran VII | Creació per Ferran VII                           | Creació per Ferran VII |
| ---------------------- | ------------------------------------------------ | ---------------------- |
| I                      | José de la Serna y Martínez de Hinojosa          | 1824-1832              |
| II                     | Álvaro de la Serna y Martínez de Hinojosa        | 1832-1833              |
| III                    | Nicolasa de la Serna y García                    | 1833-1867              |
| IV                     | Fernando de la Rocha y Fontecilla                | 1867-1876              |
| V                      | Pedro Moreno de la Serna                         | 1876-1905              |
| VI                     | Francisco de Asís Moreno y Zuleta de Reales      | 1905-1961              |
| VII                    | Francisco de Asís Moreno y de Herrera            | 1961-1979              |
| VIII                   | Álvaro Moreno y de Arteaga                       | 1979-1997              |
| IX                     | Iván Francisco de Asís Moreno de Cózar y Landahl | 1997-present           |

## Arbre genealògic

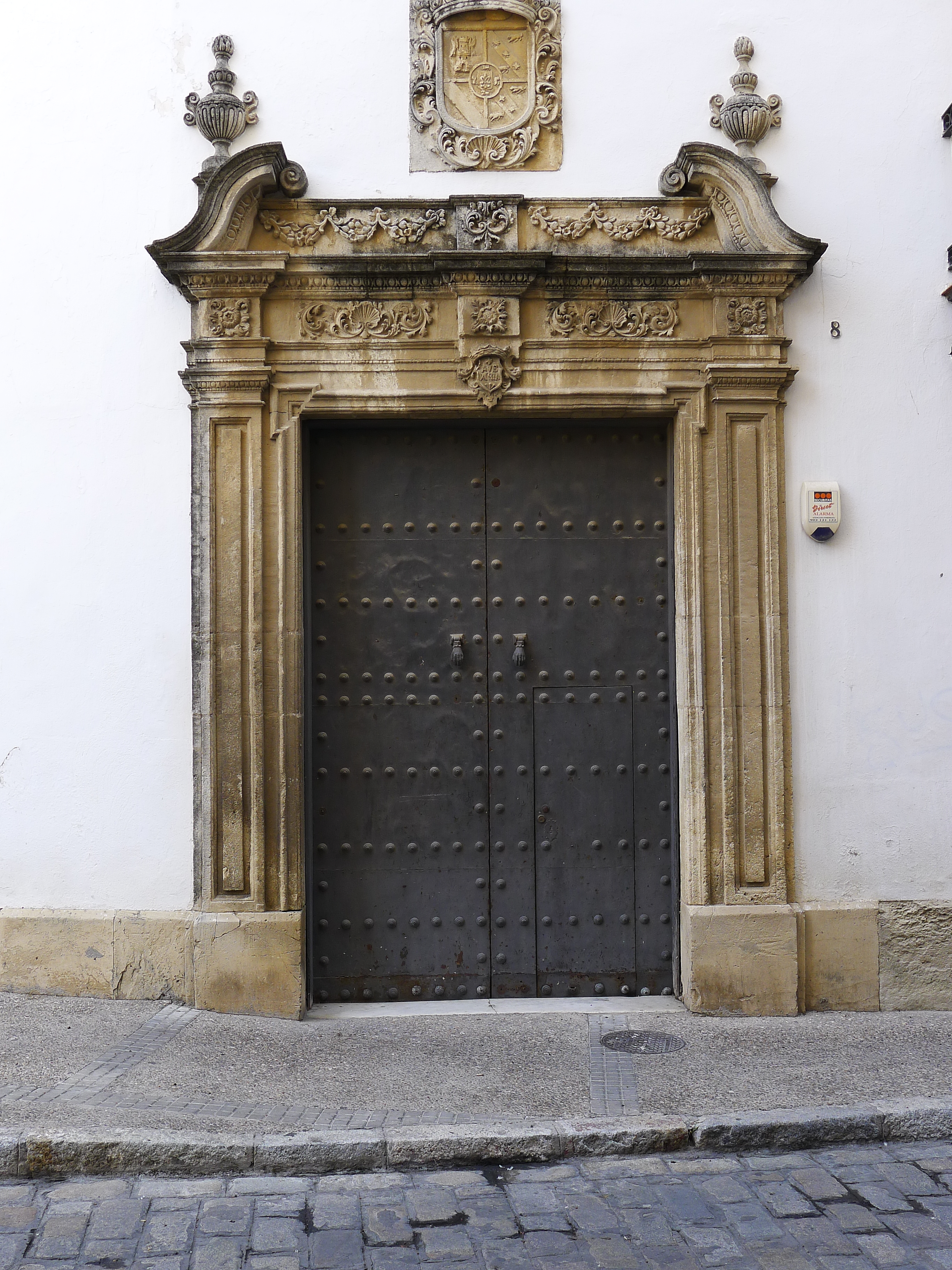
Casa pairal

|                                                                 |                                                                 |                                                                 |                                                                 |                                                                 |                                                                 |  |  |                                                                   |                                                                   |                                                                   |                                                                   | Álvaro José de la Serna y Figueroa (1723-1791)                    |                                                                   |  |  |                                                                                              |                                                                                              |                                                                                              |                                                                                              |                                                                                              |                                                                                              |  |  |                                                   |                                                   |                                                   |                                                   |                                                   |                                                   |  |  |  |  |  |  |  |  |
|                                                                 |                                                                 |                                                                 |                                                                 |                                                                 |                                                                 |  |  |                                                                   |                                                                   |                                                                   |                                                                   |                                                                   |                                                                   |  |  |                                                                                              |                                                                                              |                                                                                              |                                                                                              |                                                                                              |                                                                                              |  |  |                                                   |                                                   |                                                   |                                                   |                                                   |                                                   |  |  |  |  |  |  |  |  |
|                                                                 |                                                                 |                                                                 |                                                                 |                                                                 |                                                                 |  |  |                                                                   |                                                                   |                                                                   |                                                                   |                                                                   |                                                                   |  |  |                                                                                              |                                                                                              |                                                                                              |                                                                                              |                                                                                              |                                                                                              |  |  |                                                   |                                                   |                                                   |                                                   |                                                   |                                                   |  |  |  |  |  |  |  |  |
| Pedro Nolasco de la Serna y Martínez de Hinojosa (1764-1822)    | Pedro Nolasco de la Serna y Martínez de Hinojosa (1764-1822)    | Pedro Nolasco de la Serna y Martínez de Hinojosa (1764-1822)    | Pedro Nolasco de la Serna y Martínez de Hinojosa (1764-1822)    | Pedro Nolasco de la Serna y Martínez de Hinojosa (1764-1822)    | Pedro Nolasco de la Serna y Martínez de Hinojosa (1764-1822)    |  |  | Mª de la Consolación de la Serna y Martínez de Hinojosa (1767-¿?) | Mª de la Consolación de la Serna y Martínez de Hinojosa (1767-¿?) | Mª de la Consolación de la Serna y Martínez de Hinojosa (1767-¿?) | Mª de la Consolación de la Serna y Martínez de Hinojosa (1767-¿?) | Mª de la Consolación de la Serna y Martínez de Hinojosa (1767-¿?) | Mª de la Consolación de la Serna y Martínez de Hinojosa (1767-¿?) |  |  | José de la Serna, I comte dels Andes (1770-1832)                                             | José de la Serna, I comte dels Andes (1770-1832)                                             | José de la Serna, I comte dels Andes (1770-1832)                                             | José de la Serna, I comte dels Andes (1770-1832)                                             | José de la Serna, I comte dels Andes (1770-1832)                                             | José de la Serna, I comte dels Andes (1770-1832)                                             |  |  | Álvaro de la Serna, II comte dels Andes (1776-¿?) | Álvaro de la Serna, II comte dels Andes (1776-¿?) | Álvaro de la Serna, II comte dels Andes (1776-¿?) | Álvaro de la Serna, II comte dels Andes (1776-¿?) | Álvaro de la Serna, II comte dels Andes (1776-¿?) | Álvaro de la Serna, II comte dels Andes (1776-¿?) |  |  |  |  |  |  |  |  |
| Pedro Nolasco de la Serna y Martínez de Hinojosa (1764-1822)    | Pedro Nolasco de la Serna y Martínez de Hinojosa (1764-1822)    | Pedro Nolasco de la Serna y Martínez de Hinojosa (1764-1822)    | Pedro Nolasco de la Serna y Martínez de Hinojosa (1764-1822)    | Pedro Nolasco de la Serna y Martínez de Hinojosa (1764-1822)    | Pedro Nolasco de la Serna y Martínez de Hinojosa (1764-1822)    |  |  | Mª de la Consolación de la Serna y Martínez de Hinojosa (1767-¿?) | Mª de la Consolación de la Serna y Martínez de Hinojosa (1767-¿?) | Mª de la Consolación de la Serna y Martínez de Hinojosa (1767-¿?) | Mª de la Consolación de la Serna y Martínez de Hinojosa (1767-¿?) | Mª de la Consolación de la Serna y Martínez de Hinojosa (1767-¿?) | Mª de la Consolación de la Serna y Martínez de Hinojosa (1767-¿?) |  |  | José de la Serna, I comte dels Andes (1770-1832)                                             | José de la Serna, I comte dels Andes (1770-1832)                                             | José de la Serna, I comte dels Andes (1770-1832)                                             | José de la Serna, I comte dels Andes (1770-1832)                                             | José de la Serna, I comte dels Andes (1770-1832)                                             | José de la Serna, I comte dels Andes (1770-1832)                                             |  |  | Álvaro de la Serna, II comte dels Andes (1776-¿?) | Álvaro de la Serna, II comte dels Andes (1776-¿?) | Álvaro de la Serna, II comte dels Andes (1776-¿?) | Álvaro de la Serna, II comte dels Andes (1776-¿?) | Álvaro de la Serna, II comte dels Andes (1776-¿?) | Álvaro de la Serna, II comte dels Andes (1776-¿?) |  |  |  |  |  |  |  |  |
| María Nicolasa de la Serna, III comtessa dels Andes (1806-1886) | María Nicolasa de la Serna, III comtessa dels Andes (1806-1886) | María Nicolasa de la Serna, III comtessa dels Andes (1806-1886) | María Nicolasa de la Serna, III comtessa dels Andes (1806-1886) | María Nicolasa de la Serna, III comtessa dels Andes (1806-1886) | María Nicolasa de la Serna, III comtessa dels Andes (1806-1886) |  |  | Rita Hernández-Naranjo, III marquesa del Buen Suceso              | Rita Hernández-Naranjo, III marquesa del Buen Suceso              | Rita Hernández-Naranjo, III marquesa del Buen Suceso              | Rita Hernández-Naranjo, III marquesa del Buen Suceso              | Rita Hernández-Naranjo, III marquesa del Buen Suceso              | Rita Hernández-Naranjo, III marquesa del Buen Suceso              |  |  |                                                                                              |                                                                                              |                                                                                              |                                                                                              |                                                                                              |                                                                                              |  |  |                                                   |                                                   |                                                   |                                                   |                                                   |                                                   |  |  |  |  |  |  |  |  |
| María Nicolasa de la Serna, III comtessa dels Andes (1806-1886) | María Nicolasa de la Serna, III comtessa dels Andes (1806-1886) | María Nicolasa de la Serna, III comtessa dels Andes (1806-1886) | María Nicolasa de la Serna, III comtessa dels Andes (1806-1886) | María Nicolasa de la Serna, III comtessa dels Andes (1806-1886) | María Nicolasa de la Serna, III comtessa dels Andes (1806-1886) |  |  | Rita Hernández-Naranjo, III marquesa del Buen Suceso              | Rita Hernández-Naranjo, III marquesa del Buen Suceso              | Rita Hernández-Naranjo, III marquesa del Buen Suceso              | Rita Hernández-Naranjo, III marquesa del Buen Suceso              | Rita Hernández-Naranjo, III marquesa del Buen Suceso              | Rita Hernández-Naranjo, III marquesa del Buen Suceso              |  |  |                                                                                              |                                                                                              |                                                                                              |                                                                                              |                                                                                              |                                                                                              |  |  |                                                   |                                                   |                                                   |                                                   |                                                   |                                                   |  |  |  |  |  |  |  |  |
| Pedro Moreno, V comte dels Andes (1830-1905)                    | Pedro Moreno, V comte dels Andes (1830-1905)                    | Pedro Moreno, V comte dels Andes (1830-1905)                    | Pedro Moreno, V comte dels Andes (1830-1905)                    | Pedro Moreno, V comte dels Andes (1830-1905)                    | Pedro Moreno, V comte dels Andes (1830-1905)                    |  |  | Fernando de la Rocha, IV marquès del Buen Suceso (1814-1862)      | Fernando de la Rocha, IV marquès del Buen Suceso (1814-1862)      | Fernando de la Rocha, IV marquès del Buen Suceso (1814-1862)      | Fernando de la Rocha, IV marquès del Buen Suceso (1814-1862)      | Fernando de la Rocha, IV marquès del Buen Suceso (1814-1862)      | Fernando de la Rocha, IV marquès del Buen Suceso (1814-1862)      |  |  |                                                                                              |                                                                                              |                                                                                              |                                                                                              |                                                                                              |                                                                                              |  |  |                                                   |                                                   |                                                   |                                                   |                                                   |                                                   |  |  |  |  |  |  |  |  |
| Pedro Moreno, V comte dels Andes (1830-1905)                    | Pedro Moreno, V comte dels Andes (1830-1905)                    | Pedro Moreno, V comte dels Andes (1830-1905)                    | Pedro Moreno, V comte dels Andes (1830-1905)                    | Pedro Moreno, V comte dels Andes (1830-1905)                    | Pedro Moreno, V comte dels Andes (1830-1905)                    |  |  | Fernando de la Rocha, IV marquès del Buen Suceso (1814-1862)      | Fernando de la Rocha, IV marquès del Buen Suceso (1814-1862)      | Fernando de la Rocha, IV marquès del Buen Suceso (1814-1862)      | Fernando de la Rocha, IV marquès del Buen Suceso (1814-1862)      | Fernando de la Rocha, IV marquès del Buen Suceso (1814-1862)      | Fernando de la Rocha, IV marquès del Buen Suceso (1814-1862)      |  |  |                                                                                              |                                                                                              |                                                                                              |                                                                                              |                                                                                              |                                                                                              |  |  |                                                   |                                                   |                                                   |                                                   |                                                   |                                                   |  |  |  |  |  |  |  |  |
|                                                                 |                                                                 |                                                                 |                                                                 |                                                                 |                                                                 |  |  |                                                                   |                                                                   |                                                                   |                                                                   |                                                                   |                                                                   |  |  |                                                                                              |                                                                                              |                                                                                              |                                                                                              |                                                                                              |                                                                                              |  |  |                                                   |                                                   |                                                   |                                                   |                                                   |                                                   |  |  |  |  |  |  |  |  |
| Francisco de Asís Moreno, VI comte dels Andes (1881-1966)       | Francisco de Asís Moreno, VI comte dels Andes (1881-1966)       | Francisco de Asís Moreno, VI comte dels Andes (1881-1966)       | Francisco de Asís Moreno, VI comte dels Andes (1881-1966)       | Francisco de Asís Moreno, VI comte dels Andes (1881-1966)       | Francisco de Asís Moreno, VI comte dels Andes (1881-1966)       |  |  | Fernando de la Rocha, IV comte dels Andes (1842-1886)             | Fernando de la Rocha, IV comte dels Andes (1842-1886)             | Fernando de la Rocha, IV comte dels Andes (1842-1886)             | Fernando de la Rocha, IV comte dels Andes (1842-1886)             | Fernando de la Rocha, IV comte dels Andes (1842-1886)             | Fernando de la Rocha, IV comte dels Andes (1842-1886)             |  |  | Eugenia de la Rocha, marquesa de Casa Mendaro († 1924) Amb successió en els ducs de Miranda. | Eugenia de la Rocha, marquesa de Casa Mendaro († 1924) Amb successió en els ducs de Miranda. | Eugenia de la Rocha, marquesa de Casa Mendaro († 1924) Amb successió en els ducs de Miranda. | Eugenia de la Rocha, marquesa de Casa Mendaro († 1924) Amb successió en els ducs de Miranda. | Eugenia de la Rocha, marquesa de Casa Mendaro († 1924) Amb successió en els ducs de Miranda. | Eugenia de la Rocha, marquesa de Casa Mendaro († 1924) Amb successió en els ducs de Miranda. |  |  |                                                   |                                                   |                                                   |                                                   |                                                   |                                                   |  |  |  |  |  |  |  |  |
| Francisco de Asís Moreno, VI comte dels Andes (1881-1966)       | Francisco de Asís Moreno, VI comte dels Andes (1881-1966)       | Francisco de Asís Moreno, VI comte dels Andes (1881-1966)       | Francisco de Asís Moreno, VI comte dels Andes (1881-1966)       | Francisco de Asís Moreno, VI comte dels Andes (1881-1966)       | Francisco de Asís Moreno, VI comte dels Andes (1881-1966)       |  |  | Fernando de la Rocha, IV comte dels Andes (1842-1886)             | Fernando de la Rocha, IV comte dels Andes (1842-1886)             | Fernando de la Rocha, IV comte dels Andes (1842-1886)             | Fernando de la Rocha, IV comte dels Andes (1842-1886)             | Fernando de la Rocha, IV comte dels Andes (1842-1886)             | Fernando de la Rocha, IV comte dels Andes (1842-1886)             |  |  | Eugenia de la Rocha, marquesa de Casa Mendaro († 1924) Amb successió en els ducs de Miranda. | Eugenia de la Rocha, marquesa de Casa Mendaro († 1924) Amb successió en els ducs de Miranda. | Eugenia de la Rocha, marquesa de Casa Mendaro († 1924) Amb successió en els ducs de Miranda. | Eugenia de la Rocha, marquesa de Casa Mendaro († 1924) Amb successió en els ducs de Miranda. | Eugenia de la Rocha, marquesa de Casa Mendaro († 1924) Amb successió en els ducs de Miranda. | Eugenia de la Rocha, marquesa de Casa Mendaro († 1924) Amb successió en els ducs de Miranda. |  |  |                                                   |                                                   |                                                   |                                                   |                                                   |                                                   |  |  |  |  |  |  |  |  |
| Francisco de Asís Moreno, VII comte dels Andes (1909-1978)      |                                                                 |                                                                 |                                                                 |                                                                 |                                                                 |  |  |                                                                   |                                                                   |                                                                   |                                                                   |                                                                   |                                                                   |  |  |                                                                                              |                                                                                              |                                                                                              |                                                                                              |                                                                                              |                                                                                              |  |  |                                                   |                                                   |                                                   |                                                   |                                                   |                                                   |  |  |  |  |  |  |  |  |
|                                                                 |                                                                 |                                                                 |                                                                 |                                                                 |                                                                 |  |  |                                                                   |                                                                   |                                                                   |                                                                   |                                                                   |                                                                   |  |  |                                                                                              |                                                                                              |                                                                                              |                                                                                              |                                                                                              |                                                                                              |  |  |                                                   |                                                   |                                                   |                                                   |                                                   |                                                   |  |  |  |  |  |  |  |  |
| Álvaro Moreno, VIII comte dels Andes (1932-1997)                |                                                                 |                                                                 |                                                                 |                                                                 |                                                                 |  |  |                                                                   |                                                                   |                                                                   |                                                                   |                                                                   |                                                                   |  |  |                                                                                              |                                                                                              |                                                                                              |                                                                                              |                                                                                              |                                                                                              |  |  |                                                   |                                                   |                                                   |                                                   |                                                   |                                                   |  |  |  |  |  |  |  |  |
|                                                                 |                                                                 |                                                                 |                                                                 |                                                                 |                                                                 |  |  |                                                                   |                                                                   |                                                                   |                                                                   |                                                                   |                                                                   |  |  |                                                                                              |                                                                                              |                                                                                              |                                                                                              |                                                                                              |                                                                                              |  |  |                                                   |                                                   |                                                   |                                                   |                                                   |                                                   |  |  |  |  |  |  |  |  |
| Iván Moreno, IX comte dels Andes (n. 1968)                      |                                                                 |                                                                 |                                                                 |                                                                 |                                                                 |  |  |                                                                   |                                                                   |                                                                   |                                                                   |                                                                   |                                                                   |  |  |                                                                                              |                                                                                              |                                                                                              |                                                                                              |                                                                                              |                                                                                              |  |  |                                                   |                                                   |                                                   |                                                   |                                                   |                                                   |  |  |  |  |  |  |  |  |
|                                                                 |                                                                 |                                                                 |                                                                 |                                                                 |                                                                 |  |  |                                                                   |                                                                   |                                                                   |                                                                   |                                                                   |                                                                   |  |  |                                                                                              |                                                                                              |                                                                                              |                                                                                              |                                                                                              |                                                                                              |  |  |                                                   |                                                   |                                                   |                                                   |                                                   |                                                   |  |  |  |  |  |  |  |  |
| Íñigo Moreno y Rovira                                           |                                                                 |                                                                 |                                                                 |                                                                 |                                                                 |  |  |                                                                   |                                                                   |                                                                   |                                                                   |                                                                   |                                                                   |  |  |                                                                                              |                                                                                              |                                                                                              |                                                                                              |                                                                                              |                                                                                              |  |  |                                                   |                                                   |                                                   |                                                   |                                                   |                                                   |  |  |  |  |  |  |  |  |

## Història dels comtes dels Andes
- José de la Serna y Martínez de Hinojosa (1770-1832), I comte dels Andes, Virrey del Perú, nascut a Jerez de la Frontera en 1770 i mort a Cadis en 1832. Era fill d'Álvaro José de la Serna-Spínola y Figueroa, i de Nicolasa Martínez d'Hinojosa i Trujillo. Net per línia paterna de Juan Francisco de la Serna-Spínola y Pareja-Spínola, i de la seva esposa Andrea María de Figueroa Patiño y Ponce de León. Besnet de José de la Serna-Spínola y Hurtado de Cervantes.

- Álvaro de la Serna y Martínez d'Hinojosa, II comte dels Andes, per renúncia de la seva neboda a favor seu (1833). Nascut a Jerez de la Frontera i mort a l'Havana. Capità de fragata de la Reial Armada

- Nicolasa de la Serna y García, III comtessa dels Andes, filla única de Pedro Nolasco de la Serna y Martínez d'Hinojosa, germà gran del Virrei.

1. Va casar Nicolasa en 1824 amb Fernando Moreno y Ruiz Romero, Advocat.

- Fernando de la Rocha y Fontecilla, IV comte dels Andes, V marquès de Buen Suceso.

- Pedro Moreno de la Serna, V comte dels Andes, va succeir per sentència judicial (28 d'Octubre 1876). Senador per Cadis. Cavaller de Sant Joan de Jerusalem. Mor a Jerez el 5 d'abril de 1905).

1. Va casar (8 de setembre de 1876) amb Consuelo Zuleta y Zuleta .

- Francisco de Asís Moreno y Zuleta (1881-1966), VI comte dels Andes (succeeix al seu pare per carta de 17 de novembre de 1905), marquès de Mortara, amb Grandesa d'Espanya (per Reial decret del 21 de maig de 1924, d'Alfons XIII). Doctor en Dret, Llicenciat en Filosofia i Lletres, Senador per dret propi, Ministre d'Economia i d'Hisenda durant la dictadura de Primo de Rivera i Gentilhome Gran d'Espanya amb exercici i servitud i, després, marmessor de S. M. el Rei D. Alfons XIII;[1]

1. Casat (en 1906) amb María del Carmen Herrera y Herrera.

- Francisco de Asís Moreno y de Herrera (1909-1978), VII comte dels Andes, polític, diputat, membre de la Casa de don Joan de Borbó en l'exili, gastrònom (Savarin, de pseudònim).[2]

1. Casat amb Teresa de Arteaga y Falguera, XII marquesa de la Eliseda, filla dels Ducs de l'Infantado. El succeí el seu fill:

- Álvaro Moreno y de Arteaga (1932-1997), VIII comte dels Andes. Succeí a la seva mare també com a XIII marquès de la Eliseda. Enginyer agrònom.

1. Casat amb Sylvia Landahl y Hagedorn. El succeí el seu fill:

- Iván Francisco Moreno de Cózar y Landahl (nascut en 1968),[3] IX comte dels Andes, XIV marquès de la Eliseda, responsable de la Comissió d'Heràldica en la Reial Acadèmia de la Història, nascut a Jerez de la Frontera (Cadis).

1. Casat amb María Luisa Rovira y Jiménez de la Serna, V Comtessa de Corbul.